# Serramonacesca
Serramonacesca é uma comuna italiana da região dos Abruzos, província de Pescara, com cerca de 618 habitantes. Estende-se por uma área de 23 km², tendo uma densidade populacional de 27 hab/km². Faz fronteira com Casalincontrada (CH), Lettomanoppello, Manoppello, Pretoro (CH), Roccamontepiano (CH).

## Demografia
| Variação demográfica do município entre 1861 e 2011                               |
|                                                                                   |
| Fonte: Istituto Nazionale di Statistica (ISTAT) - Elaboração gráfica da Wikipedia |